# George Hogg
George Aylwin Hogg (født 22. februar 1915, død 22. juli 1945) var en engelsk eventyrer, journalist og økonom, med en kandidatgrad i økonomi fra Oxford Universitetet i England.
Hogg er mest kendt for sin rolle under den anden kinesisk-japanske krig, (1937 – 1945), hvor han sammen med den New Zealandske kommunist og forfatter, Rewi Alley, reddede 60 forældreløse børn, ved at føre dem på en march på 1.100 kilometer over farlige bjergpas, fra krigsområder i Shan'anxi (Huang Shi) til fredelige områder i Shandan beliggende i Gansu provinsen.

## Film
Historien og episoden omkring børnene og den lange march er filmatiseret i 2008 med titlen Children of the Silk Road eller Escape from Huang Shi.

## Bøger
- I See a New China af George Hogg, ISBN 0708915035
- Ocean Devil: The Life and Legend of George Hogg af James MacManus, ISBN 0007270755

## Ekstern henvisning
- Times Online, The heroic Englishman China will never forget Arkiveret 9. maj 2008 hos  Wayback Machine

1. ↑  Navnet er anført på engelsk og stammer fra Wikidata hvor navnet endnu ikke findes på dansk.